# ألبيرتو غارثيا فيرنانديث
ألبيرتو غارثيا فيرنانديث (بالإسبانية: Alberto García Fernández، ولد في 22 فبراير 1971، مدريد، إسبانيا) عداء إسباني.
حاز على الميدالية الذهبية في بطولة أوروبا لألعاب القوى عام 2002 في ميونخ، كما حاز على الميدالية الذهبية في بطولة أوروبا لألعاب القوى داخل الصالات عام 2002 في فيينا.

## إنجازاته

### بطولة العالم لألعاب القوى داخل الصالات
- 2001 لشبونة  السويد:  ميدالية برونزية في سباق 3.000 متر.
- 2003 برمينغهام  المملكة المتحدة:  ميدالية فضية في سباق 3.000 متر.

### بطولة أوروبا لألعاب القوى
- 2002 ميونخ  ألمانيا:  ميدالية ذهبية في سباق 5.000 متر.

### بطولة أوروبا لألعاب القوى داخل الصالات
- 1998 فالنسيا  إسبانيا:  ميدالية برونزية في سباق 3.000 متر.
- 2002 فيينا  النمسا:  ميدالية ذهبية في سباق 3.000 متر.

### بطولة أوروبا للعدو الريفي
- 2005 تيلبورغو  هولندا:  ميدالية فضية.
- 2007 زامورا  إسبانيا:  ميدالية فضية.

## وصلات خارجية
- ألبيرتو غارثيا فيرنانديث على موقع الاتحاد الدولي لألعاب القوى (الإنجليزية)
- ألبيرتو غارثيا فيرنانديث على موقع الاتحاد الأوروبي لألعاب القوى (الإنجليزية)
- ألبيرتو غارثيا فيرنانديث على موقع اللجنة الأولمبية الدولية (الإنجليزية)
- ألبيرتو غارثيا فيرنانديث على موقع أوليمبيديا (الإنجليزية)
- ألبيرتو غارثيا فيرنانديث على موقع اللجنة الأولمبية الإسبانية (الإسبانية)